# Andy McGuigan
Andy McGuigan (né le 24 février 1878 à Newton Stewart et mort en 1948) était un joueur de football qui a joué pour le Liverpool Football Club. Il est l'un des cinq joueurs à avoir marqué cinq buts en un match pour le club.
McGuigan a été joueur au Hibernian Football Club avant de rejoindre Liverpool pour la saison 1900-01. Il resta à Liverpool, comme joueur, pour seulement deux saisons durant lesquelles il a marqué 14 buts en trente-et-un matchs, dont cinq lors d'une victoire 7-0 contre Stoke City le 4 janvier 1901. Il a aussi joué pour le Port Vale Football Club et le Exeter City Football Club avant de retourner à Liverpool comme recruteur.